# Misythus tectatus
Misythus tectatus är en insektsart som beskrevs av Morgan Hebard 1923. Misythus tectatus ingår i släktet Misythus och familjen torngräshoppor. Inga underarter finns listade i Catalogue of Life.